# Begonia delicata
Espèce
Begonia delicata est une espèce de plantes de la famille des Begoniaceae. 
Ce bégonia est originaire du Brésil. L'espèce fait partie de la section Ephemera. Elle a été décrite en 2015 par les botanistes Bernarda De Souza Gregório et Jorge Antonio Silva Costa et l'épithète spécifique, delicata, signifie « délicate ».